# ロザリンド・シャンド
ロザリンド・モード・シャンド（Rosalind Maud Shand、1921年8月11日 - 1994年7月14日）は、イギリスの人物。陸軍将校のブルース・シャンド少佐の妻で、イギリス国王チャールズ3世の妃カミラの母である。

## 来歴
1921年にロンドンのグロブナー・ストリート16番地に第3代アシュコーム男爵ローランド・カルバート・キュービット(1899年 - 1962年) と妻のソニア・ローズマリー・キュービット(旧姓 ケッペル; 1900 年 - 1986 年) 生まれた 。イギリス国王エドワード7世の愛妾（Royal Mistress）として知られるアリス・ケッペルは母方の祖母にあたる。1939年、マスコミによってその年最高のデビュタントに選ばれた。ロザリンドは1994年7月14日にイーストサセックス州ルイスで、骨粗鬆症による闘病の末、72歳で亡くなった。母親のソニアも 1986 年に同じ病気で亡くなった。

## 家庭生活
1946年、陸軍少佐のブルース・シャンドと結婚。
- 1947年 - 長女カミラ・ローズマリー・シャンドを出産。アンドリュー・パーカー・ボウルズと結婚するも離婚し、2005年にチャールズ皇太子 (後のチャールズ3世)と再婚し、2022年、エリザベス2世女王の崩御により、チャールズが国王に即位すると同時にイギリス王妃となった。
- 1949年 - 次女アナベル・エリオット（英語版）を出産。アナベルはサイモン・エリオットと結婚した。現在、保守党の政治家、ベン・エリオット（英語版）を含む三人の子供がいる。
- 1951年 - 長男マーク・ローランド・シャンドを出産。マーク・シャンドは著名なユダヤ人銀行家一族のゴールドシュミット・ファミリーのメンバーで、エドワード・ゴールドスミスの娘でもある元女優のクリオ・ゴールドスミスと結婚し、旅行作家及び動物愛護活動家として活躍していたが、2014年4月23日死去。

## 活動
ロザリンドは結婚前に養子縁組機関で働いていた。彼女は、1960年代から1970年代にかけて、イースト・サセックス州ノース・チャイリーにある、障害を持つ幼い子供たちを支援するチャイリー・ヘリテージ財団で17年間、ボランティアとして働いていた。彼女の娘のカミラは、2013年にそこに新しい施設を開設した。